# 모험가 (메이플스토리)

모험가의 단체 일러스트

모험가는 메이플 아일랜드를 기점으로 하는, 《메이플스토리》의 첫 직업군이다.

## 역사
모험가 직업군은 메이플스토리의 정식 서비스가 시작된 이후인 초창기부터 존재하던 직업군이다. 당시, 모험가 전사, 마법사, 궁수, 도적 직업군이 존재했다.
2007년 11월, 모험가의 새로운 직업군 ‘해적’이 공개되었다. 당시 공개된 직업은 바이퍼와 캡틴으로, 동년 12월 18일 업데이트로 추가되었다.
2010년 2월 25일, 모험가 직업군의 신직업으로 듀얼블레이드가 추가되었다.
2011년 여름에는 해적 직업군 중 하나인 캐논슈터를 공개했다. 캐논슈터 업데이트 이후인 2011년 7월 9일에는 동시 접속자 41만 7830명을 기록하면서 당시 대한민국 1위 기록을 경신했다.
2013년에는 모험가 직업군에 대한 전면적인 개편이 이루어졌다. 이 개편으로 모험가 스킬에 대한 개편과 외형에 대한 개편이 동시에 이루어졌다.
2018년 말 공개된, 메이플스토리 어드벤쳐 패치의 티저에서 궁수 신직업이 예고되었다. 2019년 1월, 메이플스토리는 모험가 직업군의 새로운 직업으로 패스파인더를 공개했다.
2022년 초에 〈데스티니〉 업데이트의 일환으로 리마스터 개편이 이루어지며, 모험가의 스토리와 스킬이 바뀌었다.

## 모험가의 구성원

### 교관
- 하인즈
- 헬레나
- 설희
- 카이린

- 주먹펴고 일어서

페리온에 거주하고 있으며, 모험가 전사 직업의 전직을 담당한다.
- 하인즈[a]

엘리니아에 거주하고 있으며, 모험가 마법사 직업의 전직을 담당한다.
- 헬레나[b]

헤네시스에 거주하는 엘프. 모험가를 대표하는 교관이며, 패스파인더를 제외한 모험가 궁수 직업의 전직을 담당한다.
- 다크로드

커닝시티에 거주하고 있으며, 듀얼블레이드를 제외한 모험가 도적 직업의 전직을 담당한다.
- 설희

커닝시티에 거주하고 있으며, 듀얼블레이드의 전직을 담당한다.
- 카이린

노틸러스호에 거주하고 있으며, 캐논슈터를 포함한 모험가 해적 직업의 전직을 담당한다. 쿼터엘프이며, 테스의 여동생이다.

### 기타 구성원
- 슈가
- 테스
- 올리비아
- 론도

- 슈가

붉은색이 섞인 연갈색 머리를 두 갈래로 묶은 소녀. 메이플 월드의 여신으로, 메이플 아일랜드의 침입자를 감지할 수 있으며, 에르다를 활용할 수 있다.
- 테스

금발이 섞인 연한 갈색 머리에 녹색 눈을 가진 남자. 카이린의 오빠다.
- 올리비아

땋은 보라색 머리에 푸른 눈을 가진 소녀. 명랑하고 적극적인 성격이며, 보석과 보물에 관심이 많다.
- 론도

녹색 머리에 노란 짐승눈을 가진 아니마 소년. 내향적인 성격이며, 항상 모자를 쓰고 다닌다.
- 발레리

## 모험가 직업의 종류
모험가는 레벨 10이 되면 1차 전직을 할 수 있으며, 여기서 전사, 마법사, 궁수, 도적, 해적 중 하나를 선택할 수 있다. 레벨 30이 되면 2차 전직을 할 수 있으며, 여기서 특화 장비별로 직업이 다시 갈라진다. 패스파인더, 듀얼블레이드, 캐논슈터는 독자적인 진로를 따른다.
모바일판인 《메이플스토리M》의 경우, 원작과 달리 캐릭터 생성 시에 전직할 직업을 미리 결정해야 하며, 원작의 모험가와는 다른 스토리로 구성되어 있다.

### 전사
전사 계열 직업은 페리온을 홈타운으로 삼는다. 전사 계열의 주 스탯은 STR(힘)이다.
- 히어로
- 팔라딘
- 다크나이트

- 히어로 (Hero)

검과 도끼를 주 무기로 사용하는 전사. 화력에 특화되어 있다.
- 팔라딘 (Paladin)

검과 둔기를 주 무기로 사용하는 전사. 방어 및 파티 보조에 특화되어 있다.
- 다크나이트 (Dark Knight)

창과 폴암을 주 무기로 사용하는 전사. 지속력 및 생존력에 특화되어 있다.

### 마법사
마법사 계열 직업은 엘리니아를 홈타운으로 삼는다. 마법사 계열의 주 스탯은 INT(지력)이다. 모든 하위 직업군들이 스태프와 완드를 주 무기로 삼는다.
- 아크메이지 (불·독)
- 아크메이지 (썬·콜)
- 비숍

- 아크메이지 (불·독) (Arch Mage (Fire, Poison))

불과 독 속성 마법을 사용하는 마법사. 약칭은 ‘불독’.
- 아크메이지 (썬·콜) (Arch Mage (Ice, Lightning))

얼음과 전기(번개) 마법을 사용하는 마법사. 약칭은 ‘썬콜’.
- 비숍 (Bishop)

성(聖) 속성 마법과 다양한 강화 및 회복 마법을 사용하는 마법사.

### 궁수
패스파인더를 제외한 궁수 계열 직업은 헤네시스를 홈타운으로 삼는다. 궁수 계열의 주 스탯은 DEX(민첩)이다.
- 보우마스터
- 신궁
- 패스파인더

- 보우마스터 (Bowmaster)

활을 주 무기로 사용하는 궁수. 공격 시 활 전용 화살을 사용한다. 약칭은 ‘보마’.
- 신궁 (Marksman)

석궁을 주 무기로 사용하는 궁수. 공격 시 석궁 전용 화살을 사용한다.
- 패스파인더 (Pathfinder)

전용 무기인 에인션트 보우를 쓰는 궁수. 특별한 스토리를 통해 진행되며, 파르템을 홈타운으로 삼는다. 약칭은 ‘패파’.

### 도적
도적 계열 직업은 커닝시티를 홈타운으로 삼는다. 도적 계열의 주 스탯은 LUK(행운)이다.
- 나이트로드
- 섀도어
- 듀얼블레이드

- 나이트로드 (Night Lord)

표창을 주 무기로 사용하는 도적. 공격 시 아대를 착용해야 하며, 표창을 소지하고 있어야 한다. 약칭은 ‘나로’.
- 섀도어 (Shadower)

단검을 주 무기로 사용하는 도적.
- 듀얼블레이드 (Dual Blade)

두 개의 단검을 주 무기로 사용하는 도적. 특별한 스토리를 통해 진행된다. 약칭은 ‘듀블’.

### 해적
해적 계열 직업은 노틸러스호를 홈타운으로 삼는다. 해적 계열의 주 스탯은 STR(힘) 또는 DEX(민첩)이다.
- 바이퍼
- 캡틴
- 캐논슈터

- 바이퍼 (Viper, 미주·유럽에서는 Buccaneer)[d]

너클을 주 무기로 사용하며, 주먹과 발차기를 이용해 싸우는 해적. 주 스탯은 STR(힘)이다.
- 캡틴 (Captain, 미주·유럽에서는 Corsair)[e]

총(銃)을 주 무기로 사용하는 해적. 공격 시 불릿(총탄)을 사용하며, 주 스탯은 DEX(민첩)이다.
- 캐논슈터 (Cannon Shooter, 미주·유럽에서는 Cannoneer)

대포를 주 무기로 사용하는 해적. 특별한 스토리를 통해 진행되며, 주 스탯은 STR(힘)이다. 약칭은 ‘캐슈’.

## 같이 보기
- 메이플스토리의 직업

### 내용주
1. ↑  미주·유럽·동남아에서는 그렌델(Grendel).
2. ↑  미주·유럽·동남아에서는 아테나 피어스(Athena Pierce).
3. ↑  모바일판인 《메이플스토리M》에서는 창만 사용할 수 있다.
4. ↑  한국판(KMS)과 동남아판(MSEA)은 바이퍼의 2~4차 전직 시의 직업명이 「인파이터(Infighter) → 버커니어(Buccaneer) → 바이퍼(Viper)」인 반면, 북미판(GMS)은 「브롤러(Brawler) → 머로더(Marauder) → 버커니어(Buccaneer)」로 다르다.
5. ↑  한국판(KMS)과 동남아판(MSEA)은 캡틴의 2~4차 전직 시의 직업명이 「건슬링거(Gunslinger) → 발키리(Valkyrie) → 캡틴(Captain)」인 반면, 북미판(GMS)은 「건슬링거(Gunslinger) → 아웃로우(Outlaw) → 커세어(Corsair)」로 다르다.

### 참조주
1. ↑  김동현 (2007년 11월 30일). “‘메이플스토리’, 신 직업 ‘해적’ 업데이트 전 이미지 공개”. 《게임동아》.
2. ↑  “클라이언트 1.2.48 릴리즈”. 2007년 12월 18일. 2024년 7월 28일에 확인함.
3. ↑  “클라이언트 1.2.92 릴리즈”. 《메이플스토리》. 2010년 2월 25일. 2024년 7월 28일에 확인함.
4. ↑  이승희 (2010년 2월 10일). “메이플스토리, 스타일리쉬 액션의 끝! 신규 캐릭터 ‘듀얼블레이드’ 공개”. 《베타뉴스》. 2024년 7월 3일에 확인함.
5. ↑  “클라이언트 1.2.136 릴리즈”. 《메이플스토리》. 넥슨. 2011년 7월 7일.
6. ↑  이대호 (2011년 7월 11일). “‘메이플스토리’, 동시접속자 또 경신…41만7380명 기록”. 《디지털데일리》.
7. ↑  “ver. 1.2.196 업데이트 미리보기 1편”. 《메이플스토리》. 넥슨. 2013년 7월 4일.
8. ↑  “클라이언트 1.2.312 업데이트 안내 (수정)”. 《메이플스토리》. 넥슨. 2019년 1월 31일.
9. ↑  서동민 (2022년 1월 28일). “‘메이플스토리’ ‘DESTINY’ 2차 업데이트…모험가 리마스터”. 《게임톡》. 2024년 7월 1일에 확인함.
10. ↑  “메이플스토리 - 히어로”. 2024년 7월 3일에 확인함.
11. ↑  “메이플스토리 - 팔라딘”. 2024년 7월 3일에 확인함.
12. ↑  “메이플스토리 - 다크나이트”. 2024년 7월 3일에 확인함.
13. ↑  “메이플스토리 - 아크메이지 (불·독)”. 2024년 7월 3일에 확인함.
14. ↑  “메이플스토리 - 아크메이지 (썬·콜)”. 2024년 7월 3일에 확인함.
15. ↑  “메이플스토리 - 비숍”. 2024년 7월 3일에 확인함.
16. ↑  “메이플스토리 - 보우마스터”. 2024년 7월 3일에 확인함.
17. ↑  “메이플스토리 - 신궁”. 2024년 7월 3일에 확인함.
18. ↑  “메이플스토리 - 패스파인더”. 2024년 7월 3일에 확인함.
19. ↑  “메이플스토리 - 나이트로드”. 2024년 7월 3일에 확인함.
20. ↑  “메이플스토리 - 섀도어”. 2024년 7월 3일에 확인함.
21. ↑  “메이플스토리 - 듀얼블레이드”. 2024년 7월 3일에 확인함.
22. ↑  “메이플스토리 - 바이퍼”. 2024년 7월 3일에 확인함.
23. ↑  “메이플스토리 - 캡틴”. 2024년 7월 3일에 확인함.
24. ↑  “메이플스토리 - 캐논슈터”. 2024년 7월 3일에 확인함.